# Buffalo City, Wisconsin
Buffalo City là một thành phố thuộc quận Buffalo, tiểu bang Wisconsin, Hoa Kỳ. Năm 2000, dân số của thành phố này là 1040 người.